# 马力欧派对4
《瑪利歐派對4》（中国大陆又译作）是一款由Hudson Soft公司制作、任天堂发行的聚会类电子游戏。本游戏最初于2002年10月21日在北美地区GameCube发行。
《瑪利歐派對4》是根据马里奥系列中的人物而设计的图版类游戏。游戏中共有8个可选人物。
《瑪利歐派對4》收到混合评价。GameSpot的Ryan Davis表扬了游戏中的迷你游戏。